# The Winds of Winter
The Winds of Winter är en planerad roman i den episka fantasyserien Sagan om is och eld av George R.R. Martin. Boken väntas bli den sjätte i serien. Han skriver fortfarande manuskriptet från och med 2022, efter att ha uppgett i oktober samma år att han hade skrivit ungefär tre fjärdedelar av det.
Föregångaren, Drakarnas dans, täckte mindre historia än Martin avsett och utelämnade därför en hel del händelser. Martin kommer fortsätta dessa berättelser i denna bok, "Jag kommer att öppna med de två stora striderna som jag byggt fram till, slaget vid isen och slaget vid Meereen, kampen om Slavbukten, och sedan fortsätta därifrån."
I april 2012 avslöjade Martin att de två sista romanerna kommer att ta läsarna mycket längre norrut än någon av de tidigare böckerna har gjort, och att vi kommer att få träffa på Others.